# Dobra-Nowiny
Pour les articles homonymes, voir Dobra.
Dobra-Nowiny est une localité polonaise de la gmina de Stryków, située dans le powiat de Zgierz en voïvodie de Łódź.